# Ferry Wilhelm Gebauer
Ferdinand „Ferry“ Wilhelm Gebauer (* 28. Mai 1901 bei Wien; † 4. Oktober 1981 in Wien) war ein Komponist und Musikverleger.

## Leben

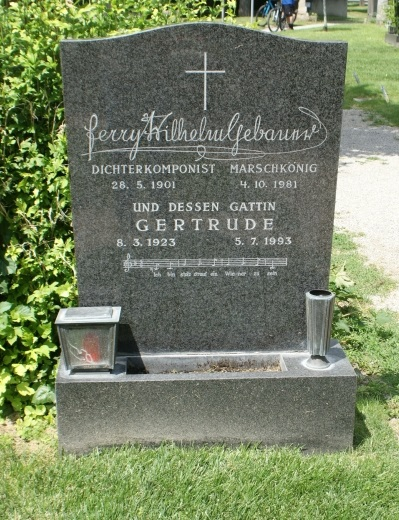
Grabstätte von Ferry Wilhelm Gebauer

Gebauer wurde von seinen Eltern als Musiker, an der Wiener Volkshochschule in Harmonielehre und von Carl Michael Ziehrer ausgebildet, dann in Berlin von Jean Nadolowitsch (1875–1966) und Rosa Papier (1859–1932) als Opernsänger. Er komponierte über 2000 Werke, davon etwa 1000 Märsche, zahlreiche Wienerlieder und wurde deshalb auch als „Marschkönig“ betitelt. Darüber hinaus war er Besitzer eines eigenen Musikverlages. Er wohnte etwa von 1940 an Jahrzehnte lang in Wien 2., Kleine Stadtgutgasse 12, Hoftrakt, unweit des Pratersterns und des Wiener Praters.
Er wurde auf dem Wiener Zentralfriedhof in einem von der Stadt Wien ehrenhalber gewidmeten Grab (Gruppe 40, Grab 145) bestattet. Seine wesentlich jüngere Ehefrau Gertrude, geb. 1923, wurde 1993 im gleichen Grab beigesetzt.